# Mappy
Mappy (Japans: マッピー; Mappī) is een computerspel uit 1983 ontwikkeld door Midway Games en gedistribueerd door Bally/Midway. Mappy is een side-scrolling platformspel met in de hoofdrollen een muis en katten. Mappy kwam oorspronkelijk uit als arcadespel en gebruikt dezelfde hardware als Super Pac-Man, met het verschil dat Mappy ook de horizontale scroll ondersteunt.

## Spelverloop
De speler bestuurt politie-muis Mappy doorheen een flatgebouw bewoond door "Meowky"-katten. Mappy kan men naar links en rechts laten bewegen. Via trampolines kunnen zowel Mappy als de katten naar de bovenliggende etages (6 in totaal) springen. Men kan van een hogere etage nooit rechtstreeks naar een lagere. Wanneer Mappy en een kat elkaar kruisen tijdens het springen, gebeurt er niets. Kruisen ze elkaar op een andere plaats, sterft Mappy.
Bedoeling van het spel is dat Mappy voorwerpen terugvordert die door de Meowkys werden gestolen. Elk voorwerp staat twee keer op het beeldscherm. Mappy moet enkel over het voorwerp lopen om dit in bezit te krijgen. Een level is beëindigd wanneer alle items zijn opgehaald. Als een speler te lang over het level doet, verschijnt een "hurry"-melding. Er zullen bijkomende Meowkys op het scherm verschijnen via het dakvenster en hun tempo wordt verhoogd. Wacht de speler nog te lang om het level te beëindigen, dan verschijnt een "Goro"-muntstuk op het scherm. Het muntstuk jaagt achter Mappy op een efficiëntere manier dan de katten. Wanneer Mappy en het muntstuk elkaar raken (ook in de lucht) sterft Mappy.

## Trampolines
Her en der staan er trampolines waarmee Mappy en de katten naar andere verdiepingen kunnen springen. De trampolines breken op het ogenblik dat Mappy deze voor de vierde keer op rij raakt. De kleur van de trampoline duidt aan hoeveel keer er achter elkaar op werd gesprongen:
- Groen: niet op gesprongen
- Blauw: 1 sprong
- Geel: 2 sprongen
- Rood: 3 sprongen

Wanneer een trampoline rood is en Mappy raakt deze nogmaals, dan breekt de trampoline. Mappy valt dan verder naar beneden. Wanneer er onder de trampoline een andere trampoline staat, is Mappy gered. In het andere geval valt Mappy te pletter en sterft. Een trampoline wordt terug groen zodra Mappy de vloer van een etage raakt.

## Vijanden

### Meowkys
De vijanden van Mappy zijn "Meowky"-katten. Bij start van het spel zijn er drie Meowkys. Wanneer Mappy deze raakt tijdens het springen, gebeurt er niets. In het andere geval sterft Mappy. Na elke bonusronde komt er 1 Meowky-kat extra.

### Goro
Een andere vijand van Mappy is de "Goro"-kat. Hij is sneller dan de Meowky, maar minder agressief. Goro is in elk level actief en zal zich regelmatig gedurende een drietal seconden verbergen achter een voorwerp. Wanneer Mappy op dat ogenblik dat voorwerp neemt, krijgt de speler een extra bonus.

## Katten omzeilen
- Deuren: Wanneer Mappy een deur opent en zo een kat raakt, is deze laatste tijdelijk buiten bewustzijn.
- Schokgolven: Bepaalde deuren zorgen voor een shockeffect waardoor alle achterliggende katten op die etage van het speelbord worden geveegd. Elke kat die wordt weggeveegd, verschijnt even later opnieuw via het dakvenster.
- Zolderverdieping: Na level drie is er een extra zolderverdieping waar Mappy kan schuilen.
- Bellen: Vanaf level 7 verschijnen er bellen. Wanneer Mappy een bel neemt, bevriezen alle katten op de onderliggende etages.
- Gekleurde vloerstroken: Vanaf level 11 verschijnen gekleurde vloerstroken. Wanneer Mappy hier over loopt, verdwijnt dat stuk van de vloer. Indien Mappy op dat ogenblik wordt achtervolgd door een kat, zal de kat een verdieping vallen en even buiten westen zijn. Valt Mappy door het gat, dan sterft hij. De gekleurde vloerstroken kunnen tot een gang-zonder-terugweg leiden. Als Mappy net een vloer heeft laten verdwijnen en voor hem is een kat dan is Mappy ten dode opgeschreven. Is er voor Mappy geen kat dan kan hij langs de zijkant van het scherm naar beneden springen om zo op een trampoline te vallen.

## Bonusronde
Na het derde level start een bonusronde. In deze katloze ronde dient Mappy binnen een welbepaalde tijd zo veel mogelijk rode ballonnen te raken door op de trampolines te springen om uiteindelijk een grote "Goro"-ballon te bemachtigen. Ook hier geldt de regel nog dat trampolines breken. De speler krijgt een extra bonus wanneer alle ballonnen tijdig werden geraakt. De bonusronde eindigt vroegtijdig wanneer Mappy te pletter stort. Verdere bonusrondes komen nu na elk vierde level.

## Scoreberekening
De score wordt berekend aan de hand van een multiplier die start vanaf 2 en de volgorde waarin Mappy de items ophaalt.
- Indien voorwerp 1 en voorwerp 2 niet hetzelfde zijn, krijgt de speler de overeenkomstige score en wordt de multiplier gereset naar 2.
- Indien voorwerp 1 en 2 hetzelfde zijn, krijgt de speler de score = [puntenaantal item] + [puntenaantal item] * multiplier. Vervolgens wordt de multiplier met 1 verhoogd.
- Wanneer Mappy door een kat wordt gegrepen, verliest de speler een leven. De multiplier wordt dan ook gereset naar 2

Om een zo hoog mogelijke score te halen, dient men alle items per paar op te halen, startend vanaf het item met de laagste puntenwaarde en zonder gedood te worden door een kat. De hoogst mogelijke score staat in onderstaande tabel
| Item      | Puntenwaarde | Multiplier | Formule         | Score |
| --------- | ------------ | ---------- | --------------- | ----- |
| Radio     | 100          | 2          | = 100 + 100 * 2 | 300   |
| Televisie | 200          | 3          | = 200 + 200 * 3 | 800   |
| Computer  | 300          | 4          | = 300 + 300 * 4 | 1500  |
| Mona Lisa | 400          | 5          | = 400 + 400 * 5 | 2400  |
| Kluis     | 500          | 6          | = 500 + 500 * 6 | 3500  |
|           |              |            | TOTAAL          | 8500  |

Andere punten
- Per sprong op een trampoline (ook in de bonusronde): 10 punten
- Oppikken van een item waarachter Goro zich verschuilt: extra 1000 punten
- Schokgolven: De eerste twee katten zijn 200 punten waard, de andere 400 punten. Indien Goro ook wordt geraakt, krijgt de speler ofwel 400 punten (als eerste of tweede kat geraakt) of 800 punten (als er eerst twee andere katten werden geraakt)
- Elke bevroren kat is 300 punten waard, voor Goro krijgt men 1000 punten. Een kat geraakt bevroren nadat Mappy een bel neemt
- Bonusronde: Elke rode ballon is 200 punten waard, de grote Goro-ballon is 2000 punten waard. Als alle ballonnen tijdig in bezit zijn, krijgt de speler nog 5000 extra punten

## Japan
In de Japanse versie heet de "Meowky"-kat Mewkie. Goro heet Nyamco.

## Platforms
| Jaar | Platform                                           |
| ---- | -------------------------------------------------- |
| 1983 | Arcade, Sord M5                                    |
| 1984 | MSX, NES                                           |
| 1986 | Epoch Super Cassette Vision, FM-7, PC-88, Sharp X1 |
| 1991 | Game Gear                                          |
| 2004 | Game Boy Advance, Palm OS                          |
| 2005 | Windows Mobile                                     |
| 2008 | Virtual Console (Wii)                              |
| 2013 | Virtual Console (3DS, Wii U)                       |

## Ontvangst
| Beoordeeld door    | Jaar | Platform            | Score |
| ------------------ | ---- | ------------------- | ----- |
| Retroage           | 2013 | Wii Virtual Console | 80%   |
| HonestGamers       | 2013 | NES                 | 80%   |
| Eurogamer.net (UK) | 2009 | Wii Virtual Console | 70%   |
| All Game Guide     | 1998 | Arcade              | 70%   |
| Nintendo Life      | 2009 | Wii Virtual Console | 70%   |
| IGN                | 2009 | Wii Virtual Console | 65%   |
| Mag'64             | 2009 | Wii Virtual Console | 35%   |